# 5-й танковый полк СС
5-й танковый полк СС (нем. SS-Panzer-Regiment 5) — тактическое формирование Войск СС.

## История полка
Штаб полка создан 28 февраля 1943 года в Сталино на базе 5-го танкового батальона СС (будущий 1-й батальон) и частей, дислоцированных на тренировочном полигоне Альтнойхаус (будущий 2-й батальон). Оба батальона в первый год действовали самостоятельно.

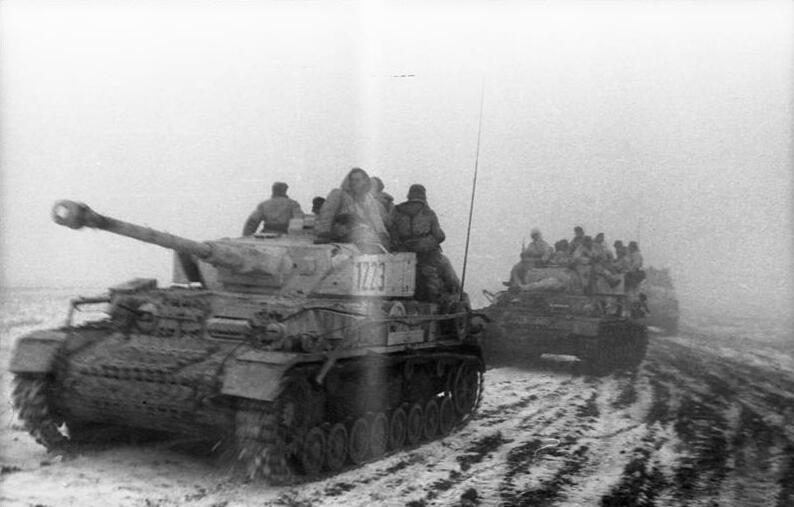
Танки Panzer IV на марше в декабре 1943 года.

1-й батальон прибыл 15 марта 1943 года в район западнее Изюма. Во время операции «Цитадель» в июле находился в Донбассе в резерве и не принимал участия в немецком наступлении на Курской дуге. В сентябре и начале октября 1943 года батальон вёл тяжёлые оборонительные бои западнее Харькова и отступал севернее Полтавы к Днепру по направлению к Черкассам. В октябре был отведён с Восточного фронта на Балканы для восстановления. В ноябре был возвращён с Балкан на Днепр в район Черкасс.
С 26 января по 17 февраля 1944 года 5-я танковая дивизия СС «Викинг» была в окружение в Корсунь-Шевченковском (Черкасском) «котле», и понесла огромные потери. 1-й батальон лишился всей бронетехники, а его командир, штурмбаннфюрер СС Ханс Кёллер, погиб. 25 февраля батальон был отведён в район Тамашова, а 18 марта — к Хелму. 23 марта батальон получил пополнение из 22 PzKpfw IV, а также объединился со штабом полка и 2-м батальоном, прибывшими из Франции.

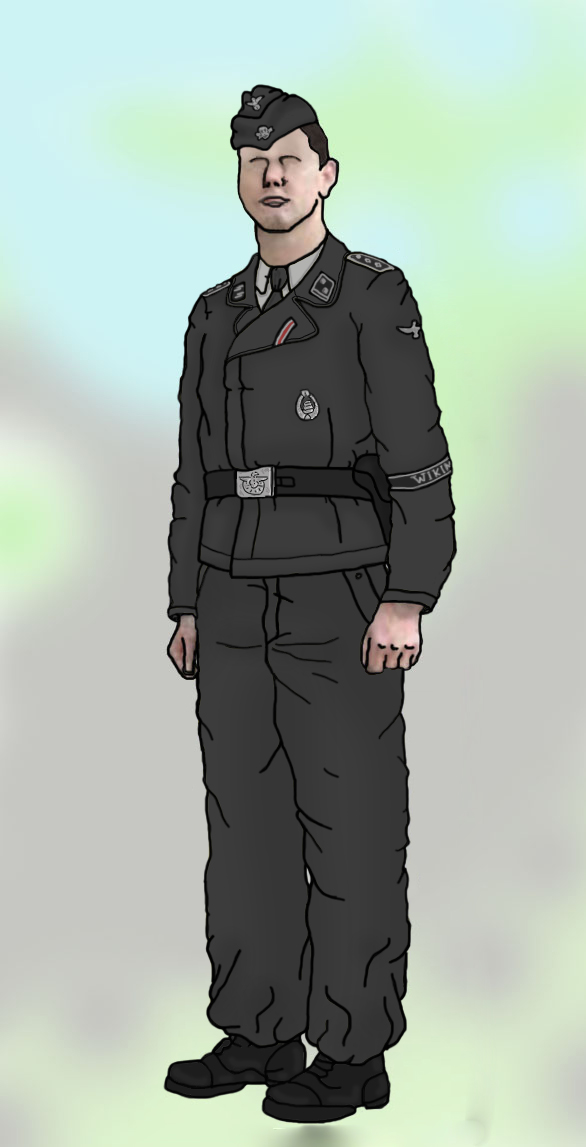
Гауптшарфюрер СС 5-го полка

Пока 1-й батальон перевооружался в Хелме, 2-й батальон в составе боевой группы Рихтера с 18 марта по 28 апреля участвовал в битве за Ковель. С 8 по 11 июля 2-й батальон участвовал в оборонительных боях у деревни Мацейов, где Викинги уничтожили 99 советских танков, не потеряв ни одного своего. С конца июля и по октябрь 1944 года сражался в районе Варшавы.
На 1 сентября 1944 года в полку было 177 танков: в 1-м батальоне — 2 PzKpfw III, 77 PzKpfw IV, 4 StuG IV; во 2-м батальоне — 94 PKpfw V.
С 29 октября по 25 декабря полк понёс большие потери в боях восточнее Модлина. На Рождество 1944 года дивизия перебрасывается в район Будапешта. Здесь с 28 января по 30 марта 1945 года полк сражается в районе Секешфехервара. К 1 апреля в строю в полку осталось только две «Пантеры», и в дальнейшем полк сражался как пехотный.
8 мая 1945 года последний PzKpfw IV был взорван. Части дивизии «Викинг» вынуждены были сдаться вместе с остальными частями 6-й танковой армии СС. Оставшиеся в живых солдаты и офицеры 5-го полка небольшими группами или индивидуально проникают на американские линии, и сдаются в плен. Большинство из них находилось в заключении в лагере для военнопленных в Ригзе в Баварии с июня по сентябрь 1945 года.

## Командиры полка
- оберштурмбаннфюрер СС (штандартенфюрер СС 20 апреля 1944) Йоханнес Мюленкамп (28 февраля 1943 — 11 августа 1944)
- оберштурмбаннфюрер СС Фриц Даргес (11 августа 1944 — 8 мая 1945)

## Организация полка
- Штаб полка (Regimentsstab)
- Ремонтная рота (Werkstatt-Kompanie)
- 1-й батальон (I. Abteilung)
  - Штабная рота (Stabskompanie)
  - 1-я рота (1. Kompanie)
  - 2-я рота (2. Kompanie)
  - 3-я рота (3. Kompanie)
  - 4-я рота (4. Kompanie)
  - Колонна (le. Kolonne)
  - Ремонтные службы (Werkstatt-Zug)
  - 1-я рота снабжения (Versorgungs-Kompanie I)
- 2-й батальон (II. Abteilung)
  - Штабная рота (Stabskompanie)
  - 5-я рота (5. Kompanie)
  - 6-я рота (6. Kompanie)
  - 7-я рота (7. Kompanie)
  - 8-я рота (8. Kompanie)
  - Колонна (le. Kolonne)
  - Ремонтные службы (Werkstatt-Zug)
  - 2-я рота снабжения (Versorgungs-Kompanie II)

### 1-й батальон
Сформирован 11 февраля 1942 года как 5-й танковый батальон СС на тренировочном полигоне Вильдфлеккен на базе танкового батальона 2-й дивизии СС «Рейх». 12 апреля 1942 года батальон включён в состав дивизии «Викинг». 28 февраля 1943 года получил 1-й порядковый номер. На вооружении батальона стояли танки Panzer III и Panzer IV. Батальон состоял из четырёх рот.

#### Командиры батальона
- штурмбаннфюрер СС (оберштурмбаннфюрер СС с 30 января 1943) Йоханнес Мюленкамп (11 февраля 1942 — 27 февраля 1943)
- штурмбаннфюрер СС Ханс Кёллер (27 февраля 1943 — 17 февраля 1944, погиб в бою у Лысянки)
- штурмбаннфюрер СС Пауль Кюммель (февраль 1944 — 19 мая 1944)
- гауптштурмфюрер СС Рудольф Зойменихт (19 мая 1944 — 26 августа 1944, погиб в бою у Чарнова)
- гауптштурмфюрер СС Вилли Хайн (сентябрь 1944 — 8 января 1945)
- оберштурмфюрер СС Хельмут Бауэр (9 января 1945 — март 1945)
- гауптштурмфюрер СС Карл Николусси-Лек (март 1945 — 8 мая 1945)

### 2-й батальон
2-й батальон начал формироваться 28 февраля 1943 года на тренировочном полигоне Альтнойхаус. В августе 1943 года перебазирован в Карловац в Хорватии. Отсюда 2-й батальон обеспечивал безопасность в Италии. В январе 1944 года переехал в Эрланген, а оттуда 6 февраля в Майи-ле-Кан во Франции, где персонал прошёл обучение. После этого 2-й батальон был отправлен на Восточный фронт, и 18 марта прибыл в Хелм, где воссоединился с 1-м батальоном. На вооружении батальона стояли танки Panzer V. Батальон состоял из четырёх рот.

#### Командиры батальона
- штурмбаннфюрер СС Зигфрид Шайбе (май 1943 — 24 января 1944)
- гауптштурмфюрер СС Эвальд Клапдор (24 января 1944 — 10 марта 1944)
- оберштурмбаннфюрер СС Отто Печ (10 марта 1944 — 22 июня 1944)
- гауптштурмфюрер СС Алоис Райхер (22 июня 1944 — 15 августа 1944)
- гауптштурмфюрер СС Ханс Флюгель (15 августа 1944 — 5 января 1945)
- гауптштурмфюрер СС Ингмар Берндт (19 января 1945 — 28 марта 1945, погиб в бою у Веспрема)
- гауптштурмфюрер СС Карл-Хайнц Лихте (28 марта 1945 — 8 мая 1945)

## Награждённые Рыцарским крестом Железного креста

### Рыцарский Крест Железного креста (14)
- Йоханнес Мюленкамп, 3 сентября 1942 — штурмбаннфюрер СС, командир 5-го танкового батальона СС
- Хельмут Бауэр, 12 сентября 1943 — обершарфюрер СС, командир взвода 3-й роты 5-го танкового полка СС
- Карл Николусси-Лек, 9 апреля 1944 — оберштурмфюрер СС, командир 8-й роты 5-го танкового полка СС
- Курт Шумахер, 4 мая 1944 — унтерштурмфюрер СС, командир 3-й роты 5-го танкового полка СС
- Вилли Хайн, 4 мая 1944 — оберштурмфюрер СС, командир 2-й роты 5-го танкового полка СС
- Отто Шнайдер, 4 мая 1944 — оберштурмфюрер СС, командир 7-й роты 5-го танкового полка СС
- Альфред Гроссрок, 12 августа 1944 — унтерштурмфюрер СС, командир взвода 6-й роты 5-го танкового полка СС
- Хуго Руф, 16 октября 1944 — обершарфюрер СС, командир взвода 3-й роты 5-го танкового полка СС
- Ханс Флюгель, 16 октября 1944 — гауптштурмфюрер СС, командир 2-го батальона 5-го танкового полка СС
- Пауль Зенгас, 11 декабря 1944 — оберштурмфюрер СС, командир 1-й роты 5-го танкового полка СС
- Фриц Даргес, 5 апреля 1945 — оберштурмбаннфюрер СС, командир 5-го танкового полка СС
- Карл Пикус, 17 апреля 1945 — оберштурмфюрер СС 5-го танкового полка СС
- Зепп Драксенбергер, 17 апреля 1945 — гауптшарфюрер СС, командир саперного взвода штабной роты 5-го танкового полка СС (награждение не подтверждено)
- Карл-Хайнц Лихте, 6 мая 1945 — гауптштурмфюрер СС, командир 5-й роты 5-го танкового полка СС (награждение не подтверждено)